# Loro Ciuffenna
Loro Ciuffenna ist eine italienische Gemeinde mit 5867 Einwohnern (Stand 31. Dezember 2023) in der Provinz Arezzo in der Region Toskana und ist Mitglied der Vereinigung I borghi più belli d’Italia (Die schönsten Orte Italiens).

## Geografie

Lage von Loro Ciuffenna in der Provinz Arezzo

Die Gemeinde erstreckt sich über rund 87 km². Sie liegt etwa 25 km nordwestlich der Provinzhauptstadt Arezzo und 40 km südöstlich der Regionalhauptstadt Florenz am Fluss Ciuffenna und im oberen Arnotal (Valdarno superiore), ohne an den Fluss zu grenzen. Sie liegt im Bistum Arezzo-Cortona-Sansepolcro und in der klimatischen Einordnung italienischer Gemeinden in der Zone E, 2 140 GR/G.
Zu den wichtigsten Gewässern der Gemeine gehören die Torrenti Agna (8 von 14 km im Gemeindegebiet) und der Ciuffenna (12 von 22 km im Gemeindegebiet).
Zu den Ortsteilen zählen Anciolina (933 m, ca. 20 Einwohner), (Il) Borro (266 m, ca. 20 Einwohner), Casamona (621 m, ca. 20 Einwohner), Chiassaia (787 m, ca. 10 Einwohner), Faeto (612 m, ca. 20 Einwohner), Gorgiti (644 m, ca. 35 Einwohner), Gropina (381 m, ca. 40 Einwohner), Modine (699 m, ca. 40 Einwohner), Poggio di Loro (626 m, ca. 80 Einwohner), Pratovalle (631 m, ca. 25 Einwohner), Rocca Ricciarda (943 m, ca. 10 Einwohner), San Clemente in Valle (545 m, ca. 80 Einwohner), San Giustino Valdarno (308 m, ca. 1350 Einwohner), Trappola (851 m, ca. 20 Einwohner) und Trevane (825 m, ca. 20 Einwohner).
Die Nachbargemeinden sind Castel Focognano, Castel San Niccolò, Castelfranco Piandiscò, Castiglion Fibocchi, Ortignano Raggiolo, Talla und Terranuova Bracciolini.

## Geschichte
Der Ortsname setzt sich aus den beiden Bestandteilen Loro (für lat. Laurus, dt. Lorbeer) und Ciuffenna (Name des Flusses, an dem der Ort liegt) zusammen. Erstmals erwähnt wurde der Ort 1050, der Fluss dagegen schon 1037 (unter dem Namen Ioffinne). Der Name des Flusses wurde dem Ortsnamen 1863 angehängt. Die erste Besiedelung der Gegend fand laut Titus Livius Ab urbe condita libri CXLII durch die Etrusker statt. Durch die Lage an einer alten Handelsstraße von Arezzo nach Fiesole wuchs der Ort recht schnell. Nach dem Zerfall des weströmischen Reiches fiel der Ort unter die Kontrolle der Byzantiner und der Langobarden. Die Burg Castello di Loro entstand um das Jahr 900. Die erste offizielle Erwähnung erhielt der Ort in einem Dokument von 1059, mit dem die Grafen Conti der Familie der Ubertini den Ort zur Verfügung stellten. 1293 übernahm die Republik Florenz die Kontrolle über den Ort, 1462 erarbeitete er seine ersten Statuten.

## Sehenswürdigkeiten

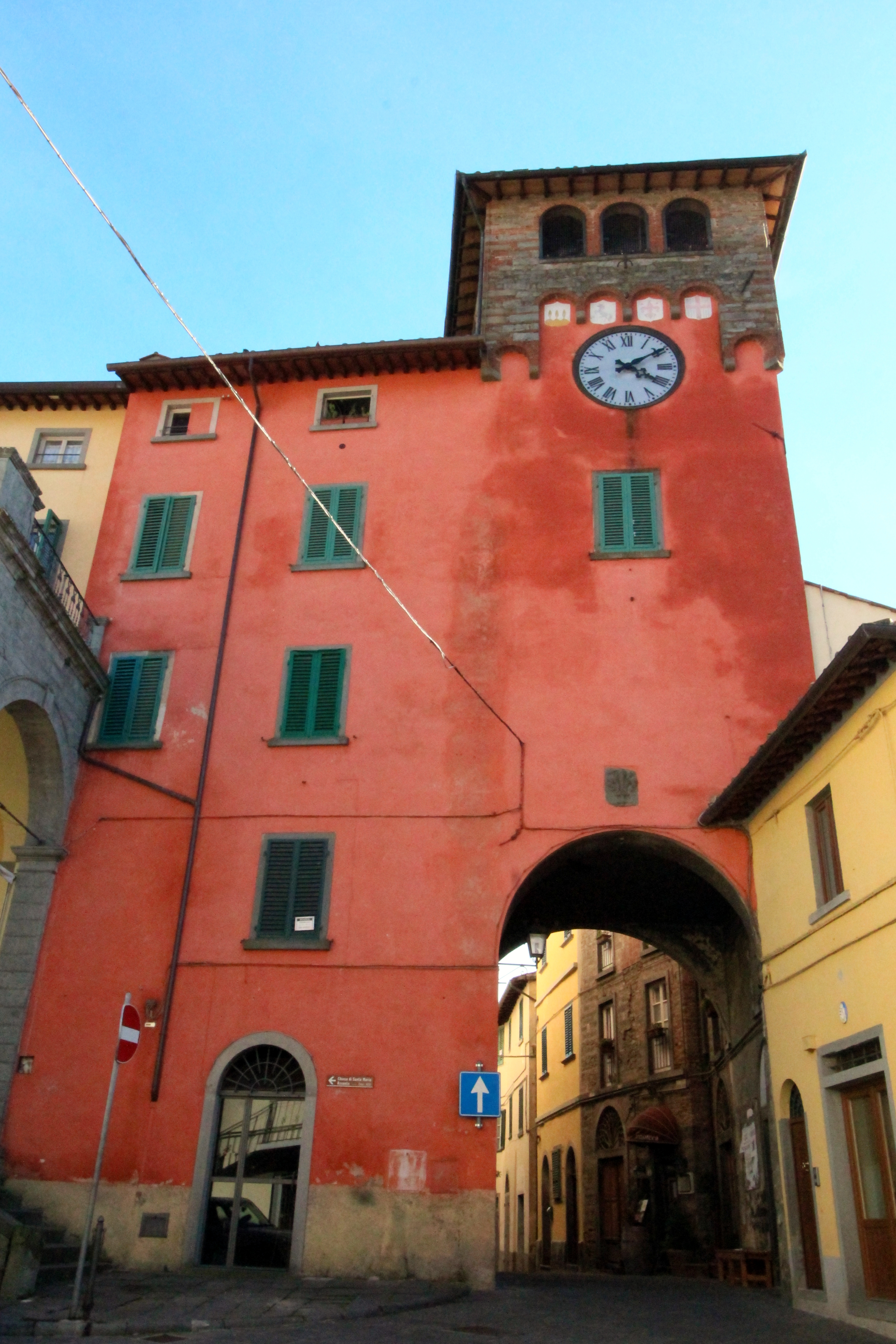
Uhrturm Torre dell’Orologio im Ortskern

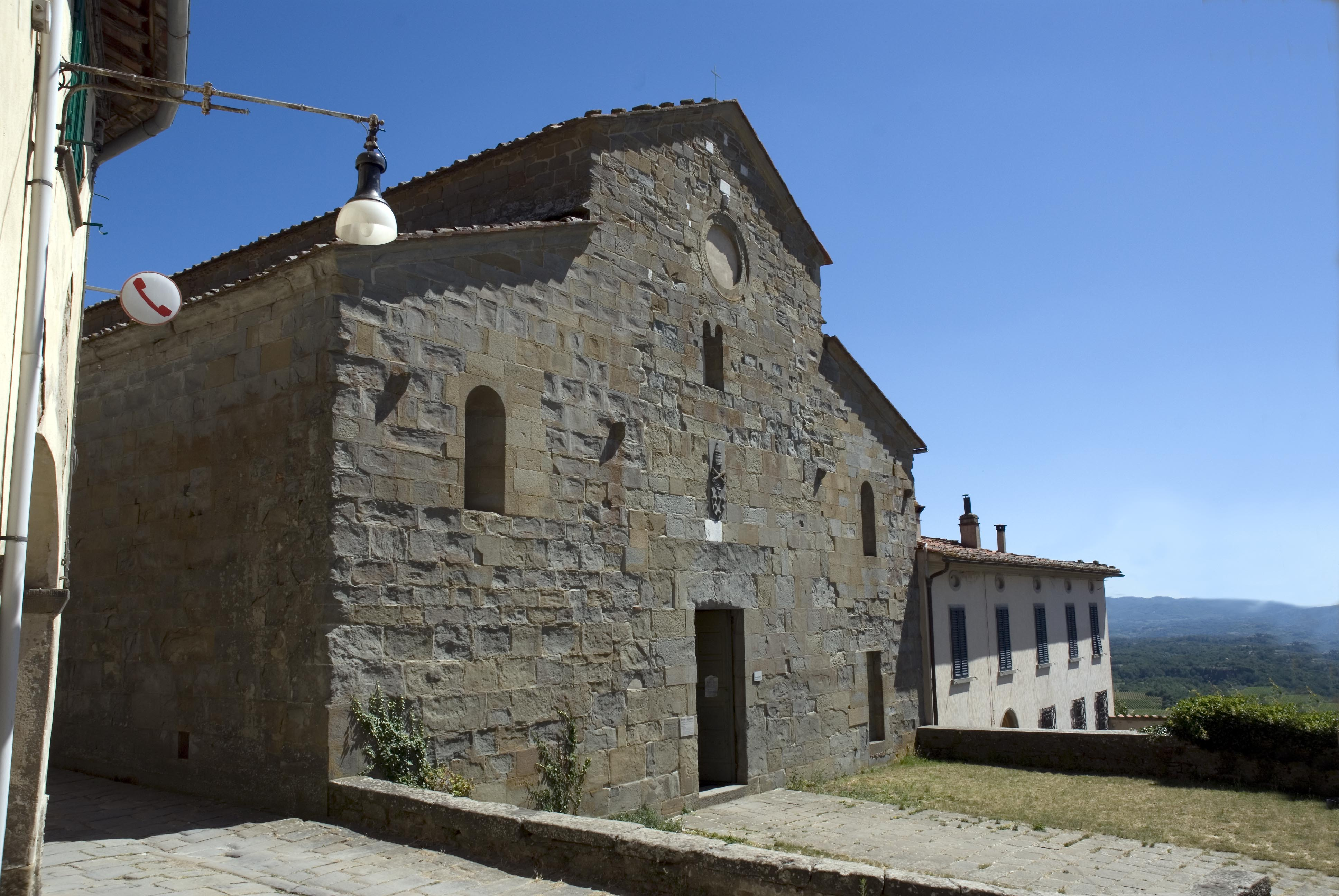
Die Pieve di San Pietro a Gropina bei Loro Ciuffenna

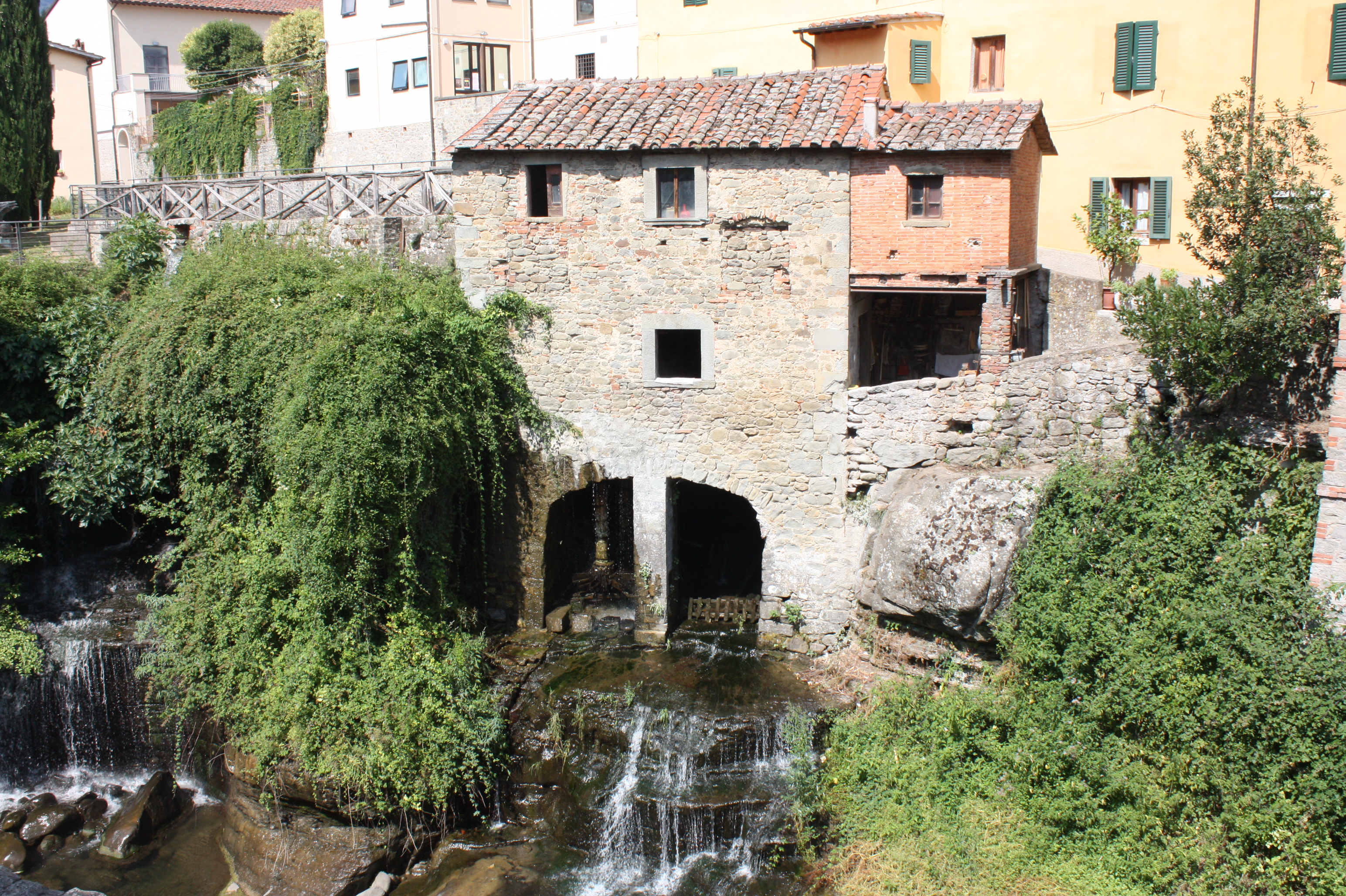
Die alte Wassermühle im Ortskern

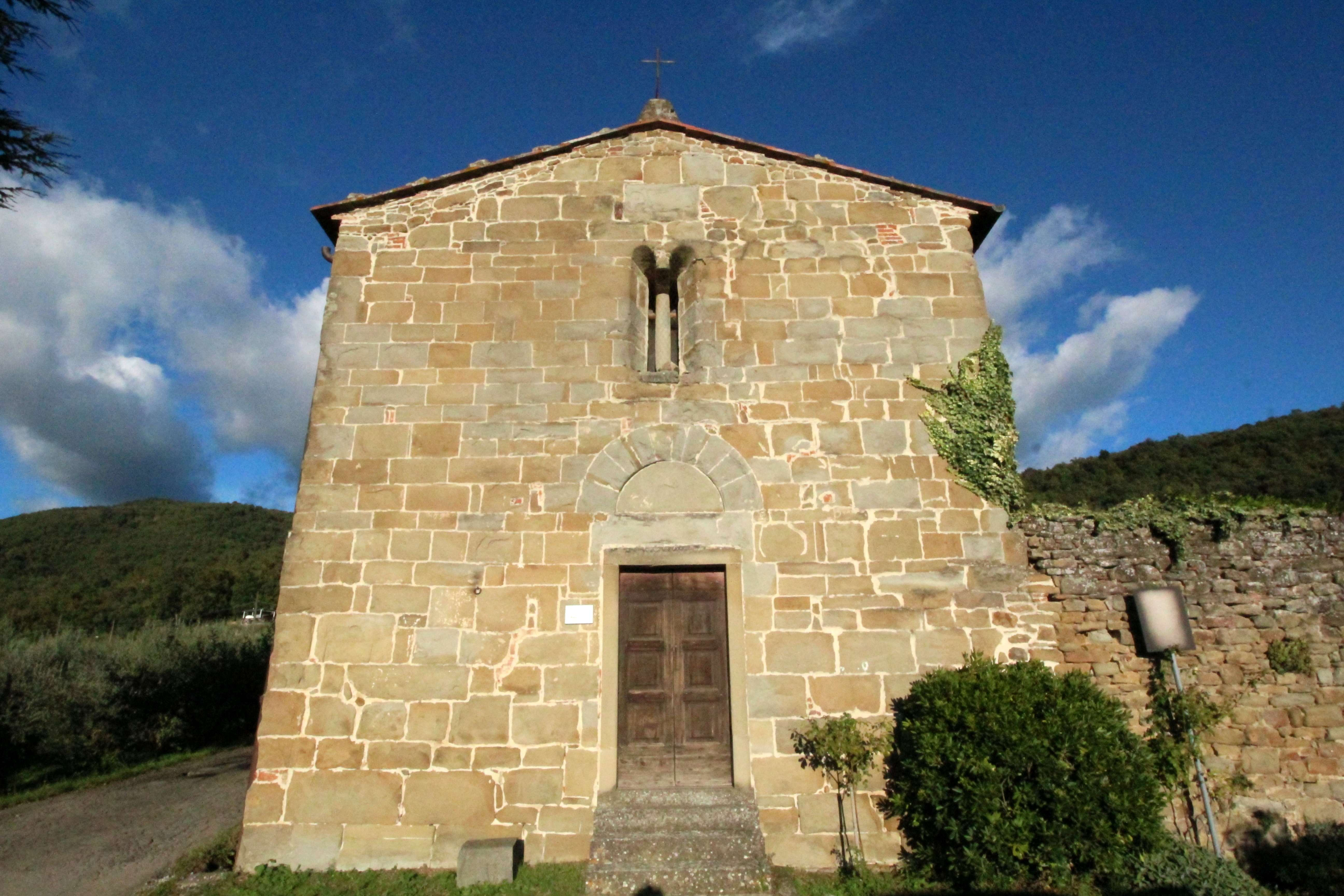
Die Abtei Sant’Andrea a Mama oberhalb des Hauptortes

- Santa Maria Assunta, Kirche im Ortskern, enthält von Lorenzo di Bicci[9] das Tafelbild Madonna con Bambino tra angeli e Santi, Incoronazione di Maria Vergine, Evangelisti.
- Mulino ad acqua, Wassermühle am Ciuffenna im Ortskern. Entstand im 12. Jahrhundert und gilt als älteste Wassermühle der Toskana.[10]
- Museo Venturino Venturi, Museum im Rathaus.[9]
- Badia di Sant’Andrea, kurz nördlich des Ortskerns gelegene Abtei, die bereits im 11. Jahrhundert existierte.[11]
- Santuario della Madonna dell’Umiltà, kurz außerhalb des Ortskerns an der Straße nach Gropina gelegen. Entstand am Anfang des 17. Jahrhunderts.[11]
- Pieve di San Pietro a Gropina, Monumento nazionale.
- San Giustino, Pieve im Ortsteil San Giustino Valdarno, im 11. Jahrhundert dokumentiert.[11]
- Santa Maria Assunta, Kirche im Ortsteil Poggio di Loro, die bereits 780 erwähnt wurde.[9]
- Santa Lucia a Sagona, Kirche in Sagona, die 1274/75 dokumentiert wurde.[11]
- San Jacopo, Kirche im Ortsteil Modine.
- Santa Maria Assunta, Kirche im Ortsteil Faeto.
- San Michele Arcangelo, Kirche im Ortsteil Anciolina.
- Rocca Ricciarda, Burgruine im Ortsteil Rocca Ricciarda.

## Gemeindepartnerschaften
- Gruissan, Frankreich, seit 1995
- Tifariti, Westsahara

## Söhne und Töchter der Gemeinde
- Simone Bianco (nachweisbar 1512–1553), Bildhauer
- Venturino Venturi (1918–2002), Maler und Bildhauer
- Bruno Mealli (1937–2023), Radrennfahrer